# Alménes
Alménes (korábban Ménes, románul: Minișel) falu Romániában, a Partiumban, Arad megyében.

## Fekvése
Borosjenőtől 25 km-re délkeletre, a Feltóti-tó közelében fekvő település.

## Története
A falu egykor Zaránd vármegyéhez tartozott.
Nevét 1561-ben említette először oklevél Menes alakban, ekkor a Báthoryak birtoka volt.
1601-ben Toldi István, 1639–1643 között Bornemisza Pál birtoka volt. 1650-ben kincstári birtok, és az Arad-hegyaljai vörösaszú borvidék egyik központja volt.
1808-ban Ménes (Kreszta-, Kereszt-) néven volt említve. 1851-ben Fényes Elek írta a településről:
Kreszta-Ménes, Arad vármegyében, 15 római katholikus, 4 zsidó, 600 óhitü lakossal, s anyatemplommal. Határa 8442 hold, ... Hózsa nevü hegyen mai napig is láthatók a hajdani vas- és rézbányák gödrei. Birják a falut Izsáky György és Dániel Antal.
1910-ben 807 lakosából 788 fő román, 19 magyar volt. A népességből 784 fő görögkatolikus volt.
A trianoni békeszerződés előtt Arad vármegye Tornovai járásához tartozott.
A 2002-es népszámláláskor 201 lakosa közül 200 fő (99,5%) román, 1 fő (0,5%) pedig magyar nemzetiségű volt.